# نبی‌آباد (بروجرد)
نَبی‌آباد روستایی است از توابع شهرستان بروجرد در استان لرستان. این روستا در دهستان بردسره در بخش اشترینان این شهرستان قرار دارد.

## جمعیت
بنابر سرشماری مرکز آمار ایران، جمعیت نبی آباد در سال ۱۳۸۵ برابر با ۱۲۱ نفر بوده‌است که از این میان ۶۵ نفر مرد و بقیه زن بوده‌اند. این روستا ۳۲ خانوار دارد.